# Пэй Вэньчжун
Пэй Вэньчжун (кит. 裴文中; 5 марта 1904 — 18 сентября 1982) — китайский палеонтолог, археолог и антрополог, академик Китайской академии наук. Считается основоположником китайской антропологии.

## Биография
Пэй Вэньчжун родился в уезде Луаньсянь (ныне территория, где он родился, входит в состав района Фэннань городского округа Таншань провинции Хэбэй). Он был младшим сыном школьного учителя Пэй Тинина. В восемь лет Пэй пошёл в начальную школу, в 1916 году из-за невозможности оплатить обучение в средней школе он поступил в государственную школу, готовившую учителей. В 1919 году Пэй примкнул к Движению 4 мая и за участие в демонстрации был на короткий срок отстранён от занятий.
Не найдя по завершении обучения работы учителем, Пэй в 1921 году переехал в Пекин, где два следующих года обучался на подготовительных курсах Пекинского университета. Затем он поступил на геологический факультет, также посещал занятия по литературе, к которой проявлял большой интерес. Одновременно с учёбой Пэй подрабатывал заменяющим учителем в местных школах, а также писал статьи в газеты. В 1927 году он окончил университет, но смог после этого получить только работу на полставки учителем геологии и биологии.
В 1928 году Пэй получил работу в Геологической службе Китая и был приставлен ассистентом к палеонтологу Ян Чжуньцзяню, который вёл раскопки в Чжоукоудяне, где ранее были обнаружены зубы синантропа. В следующем году Пэй возглавил проект, когда Ян отправился в другую экспедицию. Экспедиция проходила в тяжёлых условиях — до места раскопок учёным приходилось добираться на мулах, копать приходилось на дне 40-метровой расселины при плохой погоде. 1 декабря 1929 года Пэй обнаружил и извлёк целый череп шаньдиндунского человека.
До 1935 году Пэй продолжал работу в Чжоукоудяне, находя всё новые фрагменты. Он стал экспертом в ведении раскопок и анализе окаменелостей, в период 1929 по 1939 год стал автором более двадцати научных публикаций, среди которых были работы о фауне млекопитающих и окаменелостях с места раскопок. В 1931 году Пэй познакомился с французским археологом Анри Брейлем, который принял участие в раскопках в Чжоукоудяне. По приглашению Брейля Пэй в 1935 году отправился в Париж и продолжил обучение в Парижском университете. В июне 1937 года Пэй защитил докторскую диссертацию.
Пэй вернулся в Китай в октябре 1937 года, когда в разгаре была Японо-китайская война. До декабря 1941 года он оставался в Пекине, где руководил кайнозойской лабораторией Геологической службы Китая, после этого лаборатория была закрыта, а Пэй преподавал в Яньцзинском университете и Пекинском педагогическом университете. В первые послевоенные годы Пэй вынужден был продолжить преподавательскую деятельность, поскольку финансирование раскопок в Чжоукоудяне[прояснить]. После провозглашения КНР в 1949 году он оставался в Пекине, продолжал руководить кайнозойской лабораторией, а в период с декабря 1949 года по декабрь 1953 года был сотрудником министерства культуры, работал с музеями и занимался вопросами сохранности древностей.
В 1953 году была создана лаборатория палеонтологии позвоночных при Китайской академии наук, сменившая кайнозойскую лабораторию и вскоре реструктуризованная в Институт палеонтологии позвоночных и палеоантропологии (ИППП). В 1956 году Пэй возглавил исследовательский отдел ИППП, в 1963 году был назначен директором института и проработал в нём до своей смерти в 1982 году. В 1955 году Пэй был избран академиком Китайской академии наук. Он был первым председателем Китайской ассоциации музеев естественной истории и вторым директором Пекинского музея естественной истории. Пэй написал несколько книг, включая первые труды о доисторическом Китае на китайском языке.